# Barview
Barview é uma Região censo-designada localizada no estado norte-americano de Oregon, no Condado de Coos.

## Demografia
Segundo o censo norte-americano de 2000, a sua população era de 1872 habitantes.

## Geografia
De acordo com o United States Census Bureau tem uma área de 
4,6 km², dos quais 3,6 km² cobertos por terra e 1,0 km² cobertos por água.

## Localidades na vizinhança
O diagrama seguinte representa as localidades num raio de 28 km ao redor de Barview. 